# Aleksej Trubetskoj
Aleksej Nikititj Trubetskoj (ry. Алексей Никитич Трубецкой), född 17 mars 1600?, död 1680, var en rysk politiker, militär och diplomat i mitten av 1600-talet, samt furste och bojar från 1645. 
Trubetskojs stigande i graderna är sammanknippat med tsar Aleksej Michailovitjs regeringstid. Mellan 1642 och 1662 var han ledare för olika så kallade prikazer (motsvarande ministärer, departement eller kontor), exempelvis Den sibiriska prikazen och Den kazanska prikazen, och från och med 1661 ledde han Prikazen för regementsaffärer. I augusti–september 1647 deltog han i förhandlingarna med de polska och den svenska delegationerna, i mars 1654 med Bohdan Chmelnytskyjs ambassad angående villkoren för Ukrainas anslutning till Ryssland. 
Under det polsk-ryska kriget 1654-1667 ledde han ryssarnas södra armégrupp, och 1656 (under det svensk-ryska kriget) ledde han den ryska styrkan som intog staden Dorpat (ry. Jurjev). Åren 1659–1660 förde han befäl över armén som var aktiv i Ukraina. Trubetskoj deltog aktivt i kväsningen av Moskvaupproret 1662 och i rättegången mot upprorsmännen. Åren 1647–1648 fanns Trubetskojs egendomar i 8 olika s.k. ujezder (en administrativ enhet), han ägde 1 104 bondgårdar. 
År 1660 tilldelades han staden Trubtjevsk med till den hörande ujezden och titeln härskaren av Trubtjevsk. 1672 blev han gudfar åt Peter den store, till vilken han vid dopet skänkte staden Trubtjevsk med omnejd.
1. ↑  Vladimir Lamin (red.), Историческая энциклопедия Сибири, 2009, ISBN 5-8402-0230-4, läs online och läs online.[källa från Wikidata]
2. 1 2  Józef Wolff (red.), Kniaziowie litewsko-ruscy od końca czternastego wieku, 1895, s. 543, läs online.[källa från Wikidata]